# Sistema Ibérico

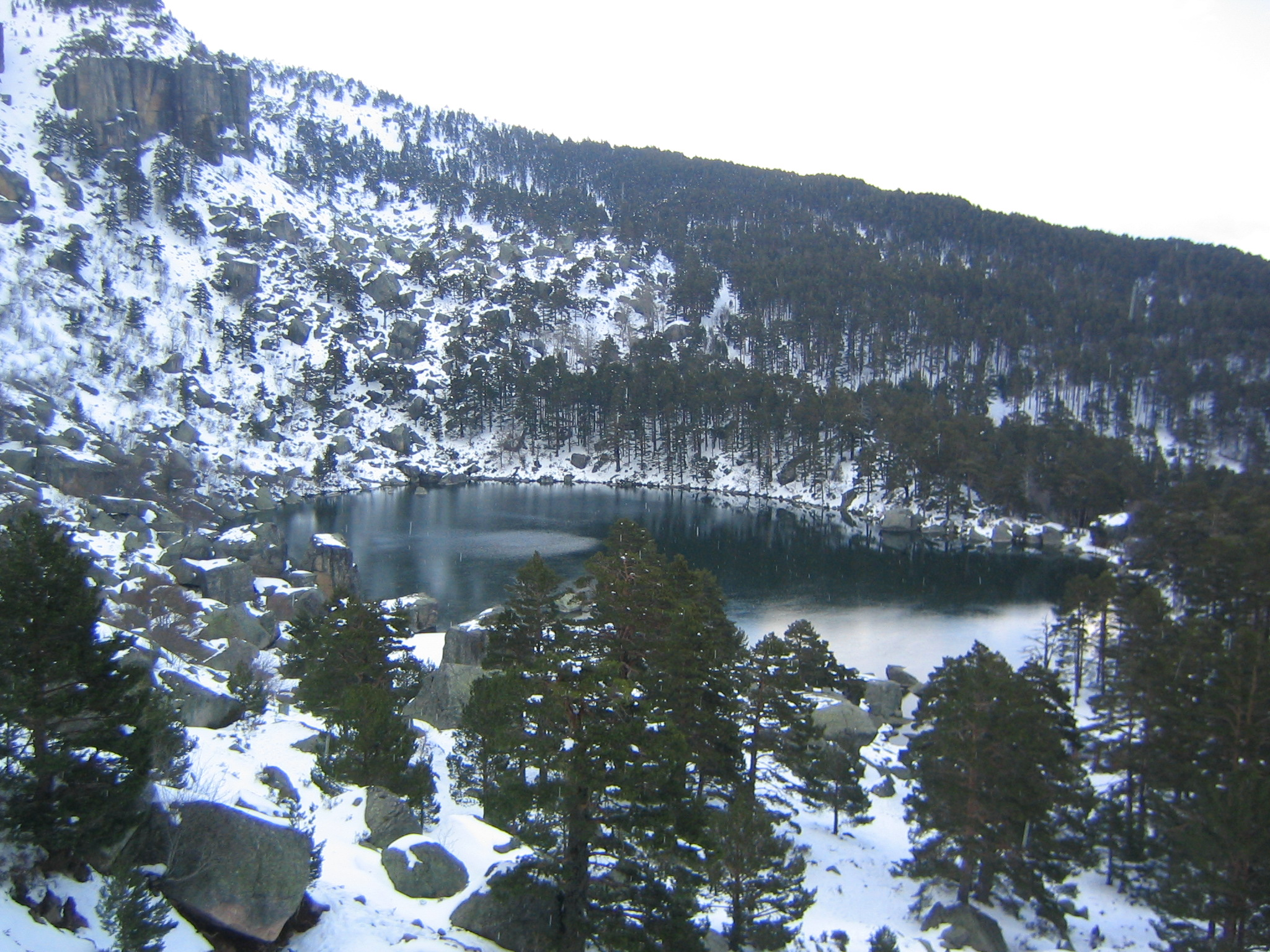
Laguna Negra (Hồ Đen), Soria

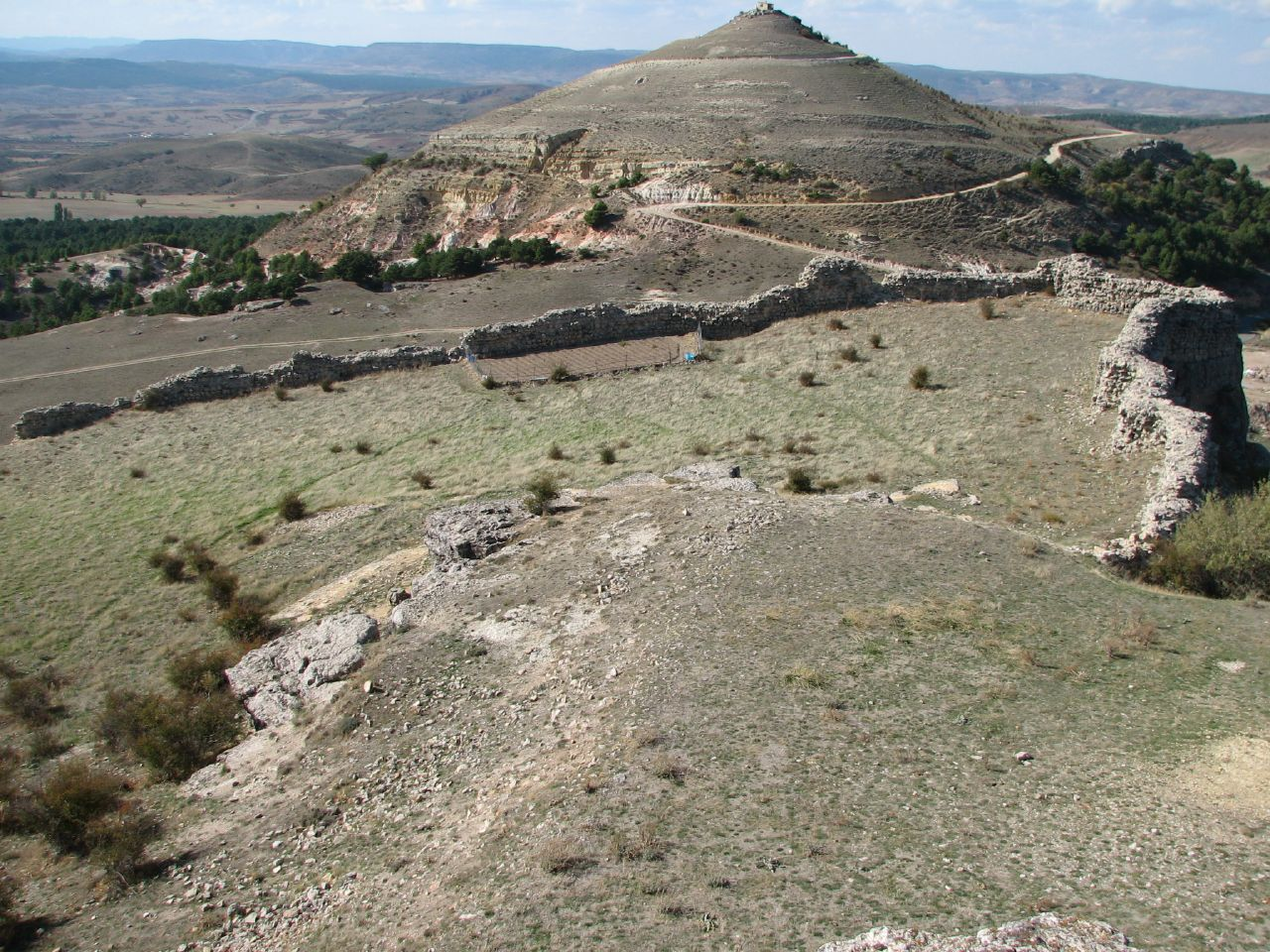
Đồi Cerro del Padrastrogần Atienza, trong vùng chuyển tiếp giữa Sistema Ibérico và Sistema Central.

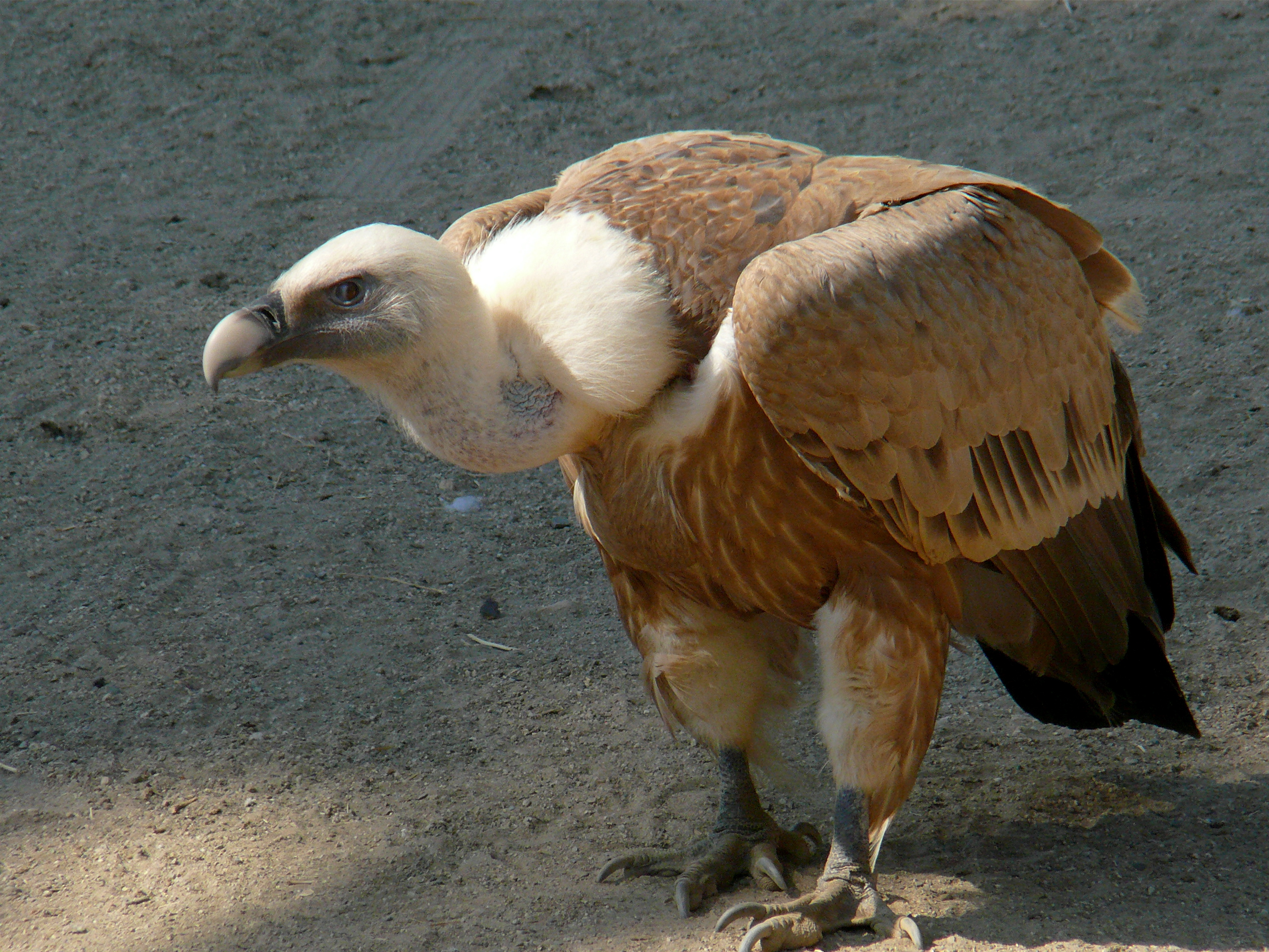
Kền kền Griffon

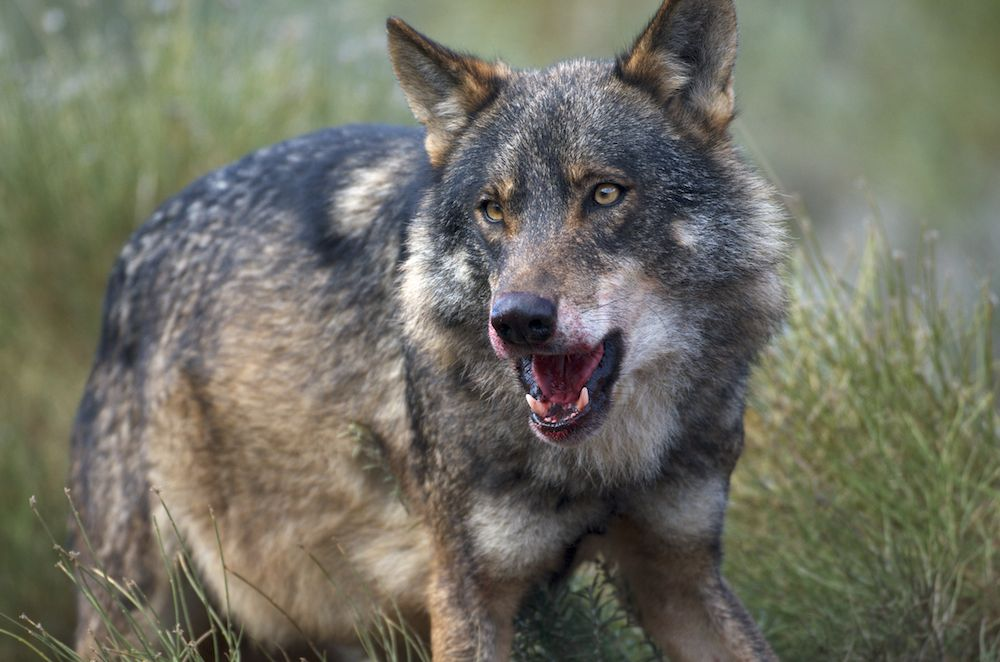
Sói Iberia là một phân loài của sói xám vẫn được tìm thấy trong một số phạm vi của hệ thống

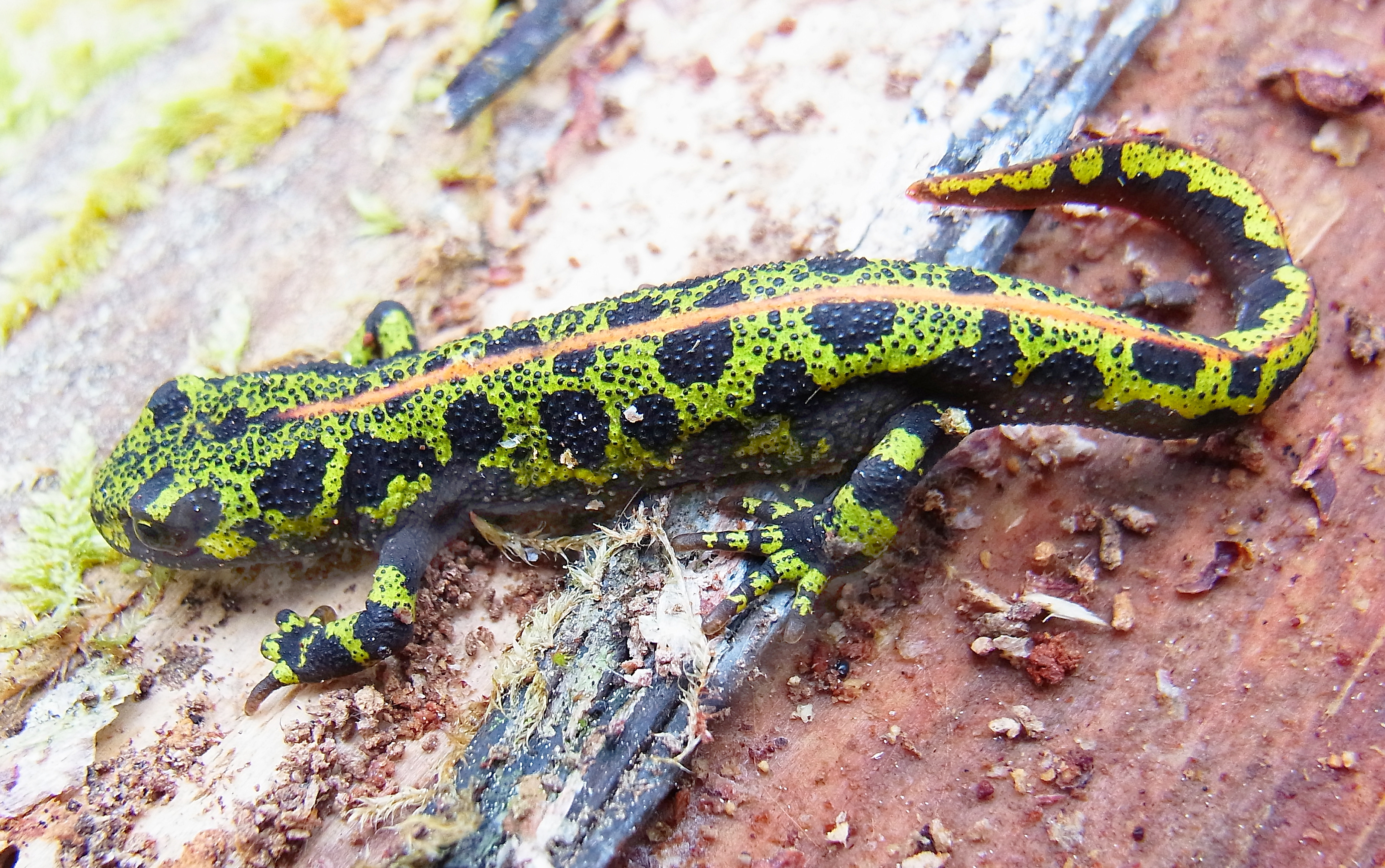
Loài sa giông Triturus marmoratus phổ biến ở các khu vực ẩm ướt của hệ thống, đặc biệt là ở khu vực tây bắc

Hệ thống Iberia (tiếng Tây Ban Nha: Sistema Ibérico, phát âm [sisˈtema iˈβeɾiko]) , là một trong những hệ thống chính của dãy núi ở Tây Ban Nha. Nó bao gồm một khu vực rộng lớn và phức tạp của các dãy núi và dãy núi chủ yếu tương đối cao và gồ ghề nằm ở khu vực trung tâm của bán đảo Iberia, nhưng đạt gần bờ biển Địa Trung Hải trong Cộng đồng Valencia ở phía đông.
Từ quan điểm thủy văn, hệ thống này có mức độ phù hợp cao nhất trong bán đảo, vì nó phân tách lưu vực của hầu hết các con sông lớn ở Tây Ban Nha và Bồ Đào Nha, bao gồm lưu vực Ebro từ các lưu vực sông Douro, Tagus, Guadiana (Záncara-Gigüela), Júcar và Turia.
Có những khu vực khai thác quan trọng trong một số dãy núi như Sierra Menera, Sierra de Arcos và Sierra de San Just , khiến cho hệ thống này trở thành một trong những khu vực khai thác chính ở Tây Ban Nha từ thời cổ đại. Một trong những câu châm biếm của Aragon nằm trong hệ thống Iberia được đặt tên là Cuencas Mineras vì khai thác mỏ là hoạt động chính trong comarca.

## Vị trí và mô tả
Dãy núi Sistema Ibérico giáp với Trung tâm Meseta ở phía tây của nó và tách Trung tâm Meseta khỏi thung lũng Ebro và từ bờ biển Địa Trung Hải.
Hệ thống này chạy theo hướng tây bắc - đông nam giữa đồng bằng Ebro và Trung tâm Meseta trên 500 km, từ hành lang La Bureba ở Burgos gần Cordillera Cantábrica đến biển Địa Trung Hải gần Valencia ở phía nam và gần Tortosa và đồng bằng sông Ebro ở phía Đông. Phần lớn Sistema Ibérico nằm ở nửa phía nam của Aragon. Hệ thống Prebaetic tăng lên về phía nam của cực nam của hệ thống Iberia.
Địa chất của hệ thống Iberia là phức tạp, vì nó khó có thể được định nghĩa là một hệ thống đồng nhất. Nó bao gồm một loạt các dãy núi, khối núi, cao nguyên và áp thấp mà không có một thành phần vật lý phổ biến nhất định và cấu trúc tổng thể. Đá vôi, đá cẩm thạch và đá sa thạch Nummulite rất phổ biến trong khu vực. Một số phần của hệ thống bị cô lập về mặt địa chất, làm gián đoạn tính liên tục của toàn bộ, liên kết với các bộ phận khác thông qua cao nguyên với các độ cao khác nhau.